# Coppa Máster 2015
La Coppa Máster 2015 si è svolta dal 18 al 19 ottobre 2015: al torneo hanno partecipato quattro squadre di club argentine e la vittoria finale è andata per la seconda volta al Club Ciudad de Bolívar.

## Regolamento
Le squadre hanno disputato semifinali, finale per il terzo posto e finale, accoppiate col metodo della serpentina.

## Squadre partecipanti
| Squadra          | Qualificazione                           | Ultima partecipazione |
| ---------------- | ---------------------------------------- | --------------------- |
| Bolívar          | 2ª in Liga Argentina de Voleibol 2014-15 | Coppa Máster 2013     |
| Ciudad           | 5ª in Liga Argentina de Voleibol 2014-15 | Debutto               |
| Gigantes del Sur | 6ª in Liga Argentina de Voleibol 2014-15 | Debutto               |
| UNTreF           | 7ª in Liga Argentina de Voleibol 2014-15 | Debutto               |

## Torneo
|  | Semifinali       | Semifinali       | Semifinali |        |                  | Finale 1º/2º posto | Finale 1º/2º posto | Finale 1º/2º posto |  |
|  |                  |                  |            |        |                  |                    |                    |                    |  |
|  | Ciudad           | Ciudad           | 3          |        |                  |                    |                    |                    |  |
|  | Ciudad           | Ciudad           | 3          |        |                  |                    |                    |                    |  |
|  | Gigantes del Sur | Gigantes del Sur | 0          |        |                  |                    |                    |                    |  |
|  | Gigantes del Sur | Gigantes del Sur | 0          |        | Gigantes del Sur | Gigantes del Sur   | 2                  |                    |  |
|  |                  |                  |            |        | Gigantes del Sur | Gigantes del Sur   | 2                  |                    |  |
|  |                  |                  | UNTreF     | UNTreF | 3                |                    |                    |                    |  |
|  | Bolívar          | Bolívar          | UNTreF     | UNTreF | 3                | 3                  |                    |                    |  |
|  | Bolívar          | Bolívar          |            |        |                  | 3                  |                    |                    |  |
|  | UNTreF           | UNTreF           | 0          |        |                  | Finale 3º/4º posto | Finale 3º/4º posto | Finale 3º/4º posto |  |
|  | UNTreF           | UNTreF           | 0          |        |                  |                    |                    |                    |  |
|  |                  |                  |            |        |                  |                    |                    |                    |  |
|  |                  |                  |            |        |                  | Ciudad             | Ciudad             | 1                  |  |
|  |                  |                  |            |        |                  | Ciudad             | Ciudad             | 1                  |  |
|  |                  |                  |            |        |                  | Bolívar            | Bolívar            | 3                  |  |

### Semifinali
| 18 ottobre 2015 Estadio Báncora, Nueve de Julio Durata: ? - Spettatori: ? | Ciudad  | 3 - 0 | Gigantes del Sur | 25-21, 26-24, 27-25 |
| 18 ottobre 2015 Estadio Báncora, Nueve de Julio Durata: ? - Spettatori: ? | Bolívar | 3 - 0 | UNTreF           | 26-24, 25-20, 25-19 |

### Finale 3º posto
| 19 ottobre 2015 Estadio Báncora, Nueve de Julio Durata: ? - Spettatori: ? | Gigantes del Sur | 2 - 3 | UNTreF | 25-19, 25-15, 23-25, 23-25, 12-15 |

### Finale
| 19 ottobre 2015 Estadio Báncora, Nueve de Julio Durata: ? - Spettatori: ? | Ciudad | 2 - 3 | Bolívar | 17-25, 25-22, 25-18, 18-25, 10-15 |